# Truly - The Love Songs
Truly - The Love Songs (1997) è la seconda raccolta di Lionel Richie.

## Tracce
1. Hello
2. Penny Lover
3. Three Times A Lady
4. Just To Be Close To You
5. Still
6. Sail On
7. Easy
8. Endless Love (con Diana Ross)
9. Truly
10. Love Will Conquer All
11. Say You Say Me
12. Do It To Me
13. Sweet Love
14. Stuck On You